# Adolphe d'Ennery
Pour les articles homonymes, voir Dennery.
Adolphe Philippe d'Ennery, né le 17 juin 1811 à Paris et mort le 25 janvier 1899 à Paris 16e, est un écrivain  et dramaturge français.

## Biographie
Né Adolphe Philippe, dans une fratrie d'au moins cinq enfants, il est le fils naturel de Jacob Philippe et Guiton Dennery, d’origine israélite et alsacienne, qui tenaient un commerce d’habits dans le quartier du Temple. Reconnu et légitimé au mariage de ses parents en 1812, il prend le patronyme de sa mère légèrement modifié en « d’Ennery », au moment de signer sa première pièce, les deux seuls noms qu'il possédait étant occupés par deux autres vaudevillistes, Adolphe de Leuven ne signant alors ses ouvrages que du nom d’« Adolphe », et Dumanoir sous son prénom de « Philippe ». L’empereur l’ayant autorisé, sur l’avis du conseil d’État, à porter ce nom qu’il avait rendu célèbre, le tribunal civil de la Seine a régularisé sa position civile, le 10 janvier 1860.
Sans fortune, d’Ennery a dû de bonne heure travailler pour vivre, n’ayant jusqu'à vingt ans qu'une soupente pour tout logement. Devenu commis dans un magasin de nouveautés à l’enseigne de : « À Malvina », il s’enrôlait chaque dimanche soir dans la claque de l’Ambigu. C'est là qu’en entendant jouer des drames, est née son irrésistible vocation pour le théâtre. Sa première pièce a été écrite en collaboration avec Charles Desnoyers. Étant entré, à cette occasion, en relations avec Charles Desnoyers, un acteur médiocre également dramaturge, il a écrit avec lui, en 1831, sa première pièce, Émile ou le fils d’un pair de France, inspirée par le roman éponyme d’Émile de Girardin. Cette pièce ayant été jouée avec succès au théâtre des Nouveautés, il a alors, malgré sa famille, quitté son magasin pour se lancer, sans ressources, dans la carrière dramatique, parvenant, grâce à son opiniâtreté et une inébranlable confiance en soi, à échapper à la misère en écrivant dans des journaux, en faisant jouer des pièces sur des petits théâtres jusqu'à parvenir, vers 1842, à prendre rang parmi les dramaturges les plus remarquables de son temps.
Auteur extrêmement prolifique, il a écrit, presque toujours en collaboration, plus de deux cents dix pièces, au cours de sa laborieuse carrière entre 1831 et 1887. Servi par une fécondité et une imagination débordante, il a produit drames, revues, vaudevilles, opéras, féeries, comédies, opérettes, formant un total de six cent cinquante-neuf actes réunissant tous les genres, depuis le drame sombre, le vaudeville, la tragédie historique. Sa pièce la plus populaire reste Les Deux Orphelines, drame en 5 actes écrit avec Eugène Cormon et créé le 20 janvier 1874 au théâtre de la Porte-Saint-Martin.
Parmi ses autres œuvres, on peut citer La Grâce de Dieu avec Gustave Lemoine (1841), l'adaptation théâtrale du Tour du monde en quatre-vingts jours (1874) et de Michel Strogoff (1880) avec Jules Verne, ainsi que de nombreux livrets d’opéras, parmi lesquels Si j'étais roi et Le Muletier de Tolède (musique d’Adolphe Adam), Le Premier Jour de bonheur (musique d’Auber), Le Tribut de Zamora (musique de Charles Gounod), Don César de Bazan avec Dumanoir et Le Cid (musique de Jules Massenet).
Il a réalisé la première mise en scène de Mercadet le faiseur, pièce réduite en 3 actes et remaniée d’Honoré de Balzac, créée à titre posthume au théâtre du Gymnase en 1851. Il se porta également candidat, en octobre 1850, à la reprise du Théâtre-Historique, créé par Alexandre Dumas, mais renonce au bout de quinze jours face aux coûts de fonctionnement prohibitifs.
Jules Verne travaille pendant plusieurs années avec lui à l'adaptation au théâtre du roman Les Tribulations d'un Chinois en Chine. Les deux hommes finissent par se disputer et la collaboration cesse. En 1899, après la mort de D'Ennery, Pierre Decourcelle, petit-neveu de ce dernier, et Ernest Blum sont envisagés pour reprendre avec Jules Verne le projet mais il ne verra jamais le jour.
Il s’est encore occupé du Théâtre du peuple, avant de renoncer définitivement à toutes les entreprises de direction pour se consacrer uniquement à la production. C’est également lui qui a convaincu Clairville, qui essayait échec sur échec sur la scène, à abandonner définitivement les planches pour la création dramatique à ses côtés. Durant ses dernières années, il a également laissé mettre ses romans en feuilletons qu’il signait, mais où le journaliste et écrivain George Bonnamour tenait la plume. Peu de temps avant sa mort, il travaillait encore avec Auguste Germain à une comédie de genre qui n’a pas vu le jour.
D’Ennery est l’un des fondateurs de la station balnéaire de Cabourg, créée en 1853, projet auquel il s’intéresse très tôt, attirant autour de lui de nombreuses personnalités du théâtre et des lettres. Il y possède une villa, L’Albatros, et la revente de terrains achetés au bon moment lui a permis de réaliser une belle plus-value immobilière. Son activité et sa renommée sont telles qu’il devient maire de la ville, en 1855, et fonde la Société des Bains de Mer de Dives-Cabourg.
Au terme de près de trente ans de vie commune, il épouse, le 30 mai 1881, Joséphine-Clémence Lecarpentier, veuve Desgranges, dite Gisette, au domicile de cette dernière (en raison de son état de santé). L’écrivain Jules Verne faisait partie des témoins.

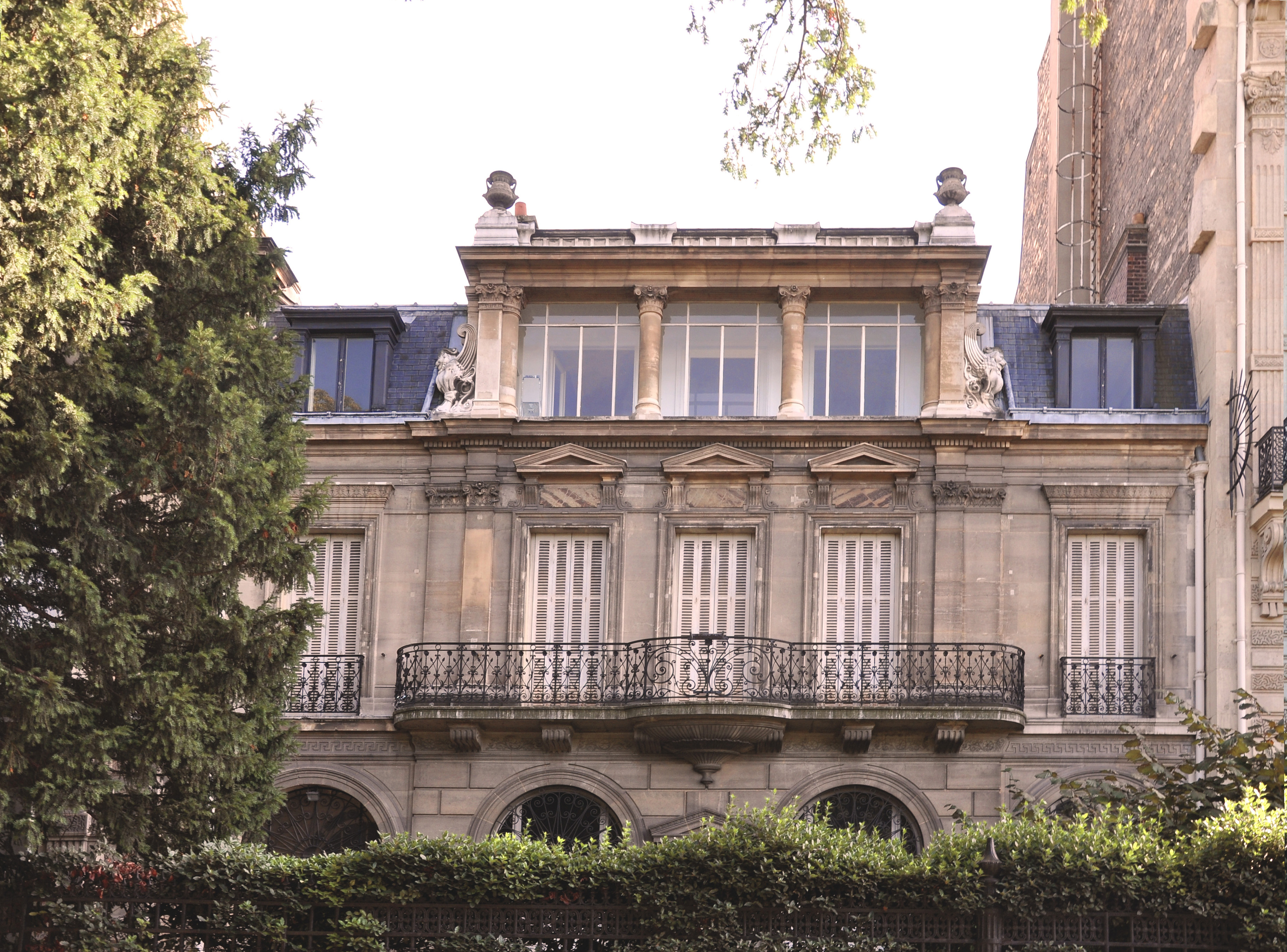
L’hôtel particulier du couple d’Ennery, 59 av. Foch à Paris.

Clémence Desgranges avait commencé, dès 1859, une collection d’art asiatique, qui, d’abord présentée chez les Desgranges, avant la séparation, rue de l’Échiquier, fut ensuite transférée dans l'hôtel particulier du 59, avenue du Bois-de-Boulogne, devenu le domicile du couple d’Ennery.
Dès 1892, le couple d’Ennery envisage de donner à l’État l’hôtel particulier et la collection poursuivie et enrichie au point d’atteindre plus de 6 000 objets. Émile Guimet et Georges Clemenceau:200, exécuteur testamentaire du couple, sont chargés du dossier de la donation. La collection est aujourd’hui visible au musée d'Ennery, dépendance du musée Guimet.
Les derniers mois de la vie d'Adolphe d'Ennery sont une série d'épreuves ; contrairement à toute attente, son épouse Clémence meurt avant lui, en septembre 1898, et il hérite de tous ses biens en vertu d'une donation entre vifs signée avant leur mariage. Il est physiquement très affaibli par une succession d'attaques cérébrales. D'une relation en 1838, avec l'actrice Constance-Louise Bachoué, il avait eu une fille naturelle, Constance-Eugénie ; reclus dans sa chambre et délirant, il la reconnaît in extremis comme légitime et en fait sa légataire universelle. Ses neveux et nièces attaquent en justice cette reconnaissance et le testament de d'Ennery, ce qui retarda jusqu'en 1901 la validation du legs de la collection à l’État.
Il était commandeur dans l'ordre national de la Légion d’honneur et commandeur de l’Ordre de Charles III d'Espagne. Il est inhumé au cimetière du Père-Lachaise,, à Paris.

## Représentations
Son esprit à l’emporte-pièce lui a valu d’être à plusieurs reprises le sujet de portraits ou de caricature par, entre autres, Alfred Le Petit, Nadar ou Claude Monet, qui l’a caricaturé en 1858.

## Distinctions
- Commandeur de la Légion d'honneur (1895)
- Commandeur de l'ordre de Charles III

## Postérité
La Société des amis d’Adolphe d’Ennery, fondée en 2015, a pour objet de faire connaitre Adolphe d’Ennery, d’étudier son œuvre et de mettre en ligne une encyclopédie enrichie d’articles sur l’auteur et son œuvre.

## Jugements
« D’Ennery a fait, comme on sait, plus de deux cents pièces qui toutes ont eu un très grand succès. Comme charpentier, il est de la force de Scribe et de Sedaine. D’Ennery, cela de parti pris, ne s’est jamais préoccupé de la forme littéraire. Il parle avant tout la langue hachée du théâtre. Nul ne sait mieux que lui amener une scène émouvante et en tirer tous les effets qu’elle comporte. Il excelle à trouver le mot qui doit faire frémir ou pleurer les âmes sensibles qui sont dans la salle. De là vient l’étonnement qu’on éprouve quand on cause avec lui. Il parle une tout autre langue ; alors il est fin, spirituel, original. Si on le questionne sur ce point, il vous répond qu’il se garderait bien d’être tel dans ses drames et dans ses féeries, parce que ce qui fait de l’effet dans un salon en causant n’en ferait aucun à la scène. C’est un malin qui d’ailleurs ne sait pas cacher sa malice, que son œil fripon dévoile tout de suite. »

## Œuvres partielles
- 1837 : Le Portefeuille ou Deux Familles, drame en 5 actes, en collaboration avec Auguste Anicet-Bourgeois, Porte-Saint-Martin (7 mars)
- 1838 : Gaspard Hauser, en collaboration avec Auguste Anicet-Bourgeois, joué par Albert et Saint-Ernest, Ambigu-Comique (4 juin)
- 1841 : La Grâce de Dieu ou la Nouvelle Fanchon, drame en 5 actes mêlé de chants, en collaboration avec Gustave Lemoine, Gaîté (16 janvier)
- 1841 : La Citerne d'Albi, drame en 3 actes, en collaboration avec Gustave Lemoine. Gaîté (20 septembre)
- 1844 : Don César de Bazan, drame en cinq actes mêlé de chant, en collaboration avec Dumanoir, Porte-Saint-Martin (30 juillet)
- 1844 : La Dame de Saint-Tropez, drame en cinq actes, en collaboration avec A. Anicet-Bourgeois, Porte-Saint-Martin (23 novembre)
- 1845 : Marie-Jeanne ou la Femme du peuple, drame en 5 actes et 6 tableaux, en collaboration avec Julien de Mallian, Porte-Saint-Martin (11 novembre)
- 1847 : Mlle Agathe, comédie-vaudeville en un acte, avec Augustin Lagrange et Eugène Cormon
- 1849 : Le Juif errant, pièce de théâtre, en collaboration avec Eugène Sue, première représentation au Théâtre de l'Ambigu, le 23 juin 1849
- 1850 : Paillasse en collaboration avec Marc Fournier, le 9 novembre 1850, Théâtre de la Gaîté, Paillasse sur Gallica.
- 1852 : Si j'étais roi, opéra-comique en 3 actes et 4 tableaux, en collaboration avec Jules-Henri Brésil, musique d’Adolphe Adam, Opéra-National (4 septembre)
- 1853 : Le Caporal et la Payse, drame en 5 actes, en collaboration avec Dumanoir, Porte-Saint-Martin (9 mai)
- 1853 : La Case de l'oncle Tom, drame en huit actes, en collaboration avec Dumanoir d’après le roman de Harriet Beecher Stowe, Ambigu-Comique.
- 1854 : Le Muletier de Tolède, opéra-comique en 3 actes, en collaboration avec Clairville, Théâtre-Lyrique (16 décembre)
- 1855 : Le Médecin des enfants, drame en cinq actes en collaboration avec Auguste Anicet-Bourgeois, Théâtre de la Gaîté, 29 octobre 1855
- 1857 : L'Aveugle, drame en 5 actes, en coll. avec Anicet-Bourgeois, à la Gaîté ; Les Chevaliers du brouillard, drame en 5 actes et 10 tableaux, en collaboration avec Ernest Bourget, Porte-Saint-Martin (10 juillet)
- 1858 : Faust, drame fantastique en 3 actes et 14 tableaux d’après Goethe, Porte-Saint-Martin (27 septembre)
- 1868 : Le Premier Jour de bonheur, opéra-comique en 3 actes, musique d’Auber, Opéra-Comique (15 février)
- 1872 : Don César de Bazan, opéra-comique en 4 actes, en collaboration avec Jules Chantepie d’après Victor Hugo, musique de Jules Massenet, Opéra-Comique (30 novembre)
- 1874 : Les Deux Orphelines, drame en 5 actes et 8 tableaux, en collaboration avec Eugène Cormon, Porte-Saint-Martin (20 janvier)
- 1874 : Le Tour du monde en quatre-vingts jours, pièce à grand spectacle en 5 actes et 15 tableaux, en collaboration avec Jules Verne d’après son roman, musique de Jean-Jacques Debillemont, Porte-Saint-Martin (7 novembre)
- 1877 : Une cause célèbre, drame en 6 parties, en collaboration avec E. Cormon, Ambigu-Comique (4 décembre) puis Porte-Saint-Martin (27 décembre)
- 1880 : Diana avec Jules Brésil, le 15 octobre 1880, Théâtre de l’Ambigu-Comique, Diana sur Gallica.
- 1880 : Michel Strogoff, drame en 5 actes, en collaboration avec J. Verne, Châtelet (17 novembre)
- 1881 : Le Tribut de Zamora, opéra en 4 actes, en collaboration avec Jules-Henri Brésil, musique de Charles Gounod, Opéra Garnier (1er avril)
- 1881 : Les Mille et Une Nuits, féérie en 3 actes et trente-et-un tableaux, texte d'Adolphe d'Ennery et Paul Ferrier. Théâtre du Châtelet, avec Zulma Bouffar, Christian, Alexandre Germain (14 décembre), Les Mille et Une Nuits sur Gallica.
- 1885 : Le Cid, opéra en 4 actes et 10 tableaux, en collaboration avec Louis Gallet et Édouard Blau d’après Corneille, musique de Jules Massenet, Opéra Garnier (30 novembre)
- 1894 : Le Trésor des Radjalis, pièce à grand spectacle en cinq actes et quatorze tableaux, en collaboration avec Paul Ferrier, première représentation, le samedi 3 février 1894 au Bouffes-Parisiens, Ennery Le Monde artiste, 1894-2-11 sur Gallica

## Galerie

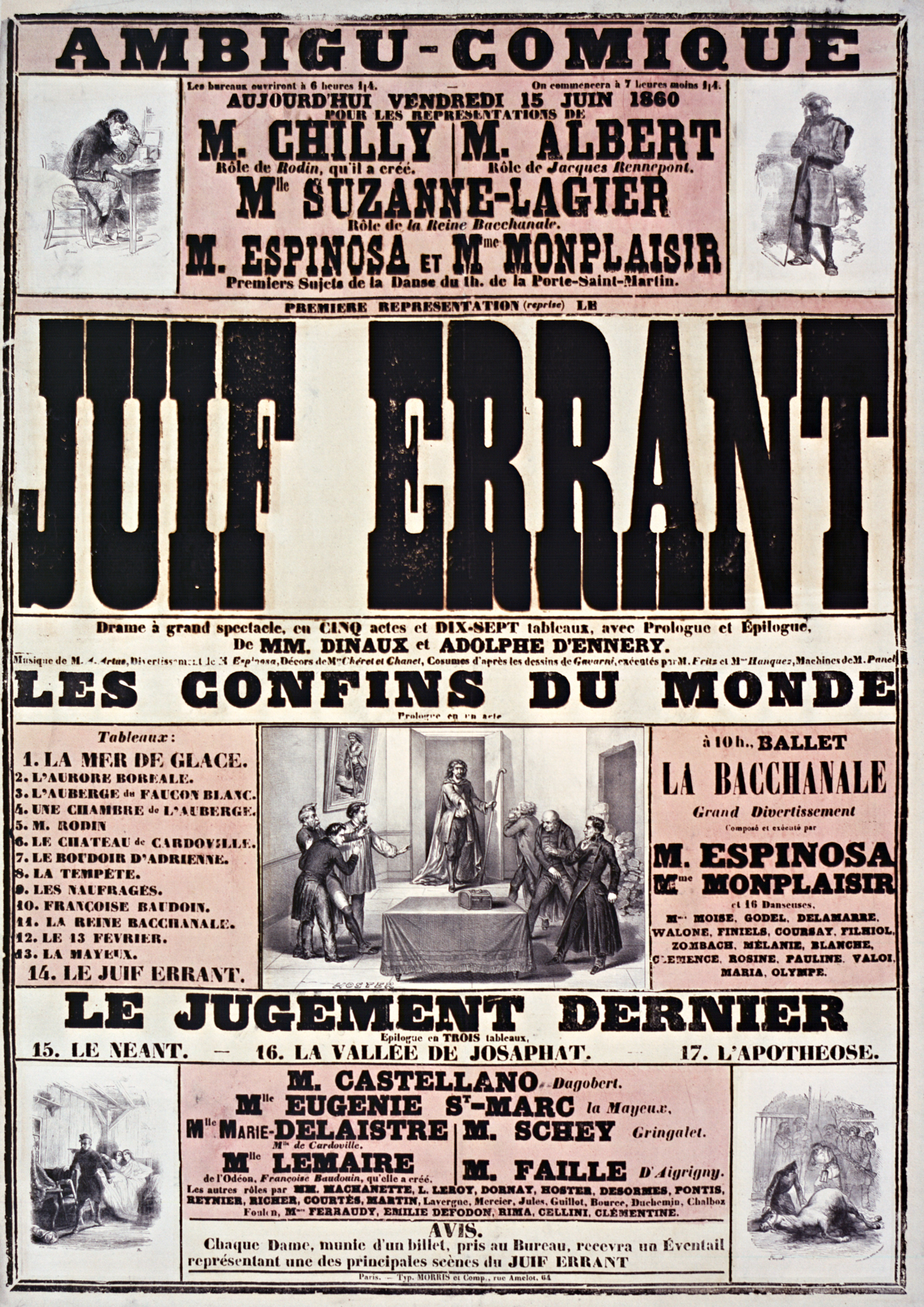
Affiche pour le Juif errant à l’Ambigu-Comique en 1860.
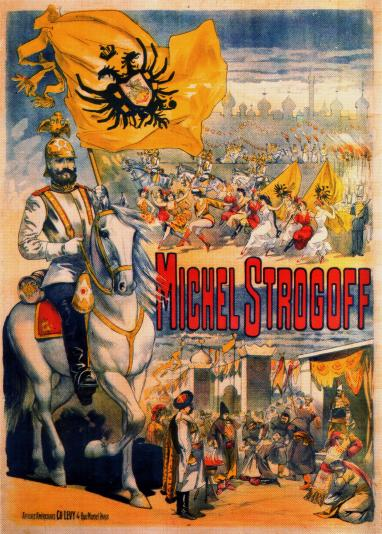
Affiche pour Michel Strogoff au théâtre du Châtelet, le 17 novembre 1880.
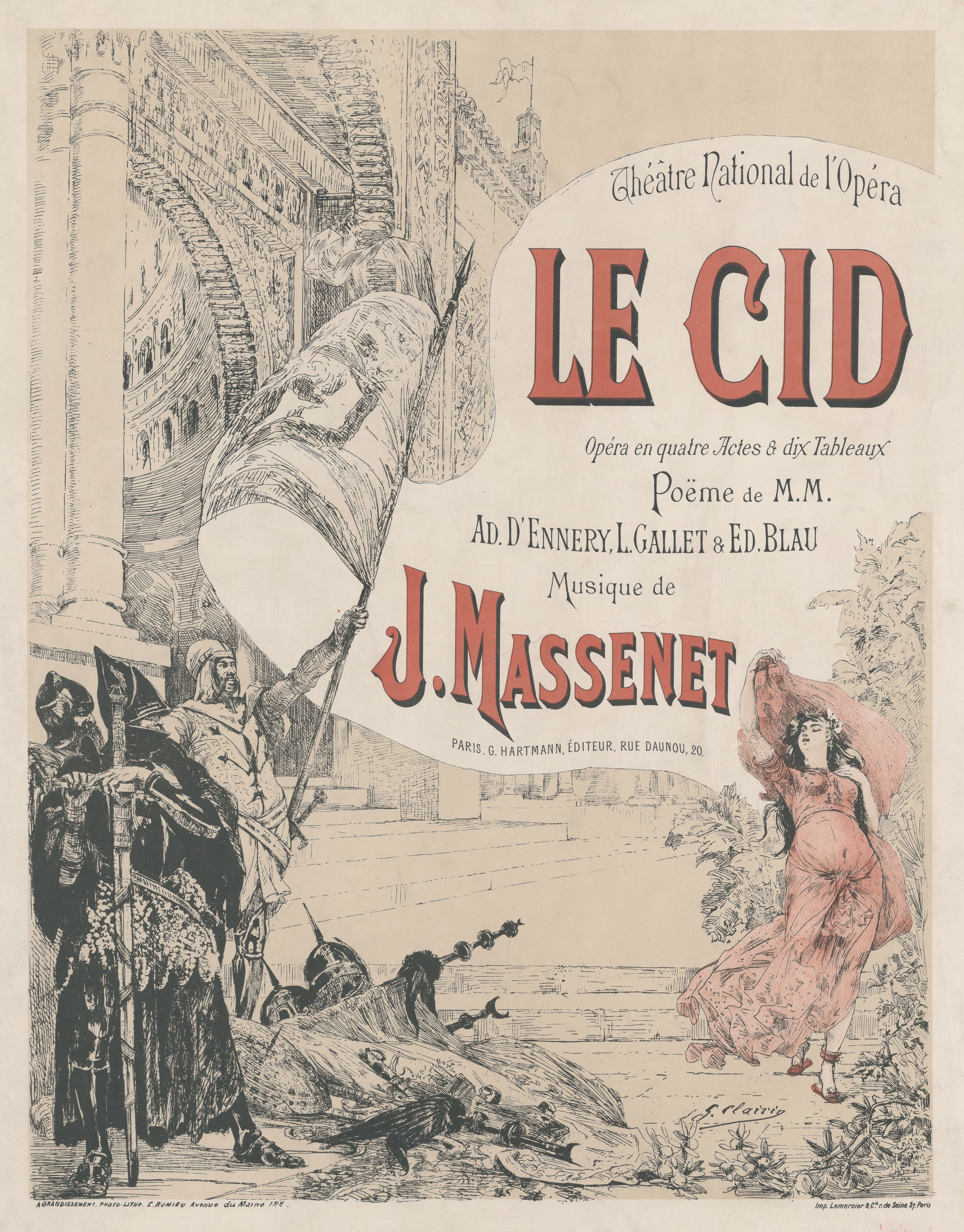
Affiche pour la première du Cid de Massenet à l’opéra Garnier, 30 novembre 1885.
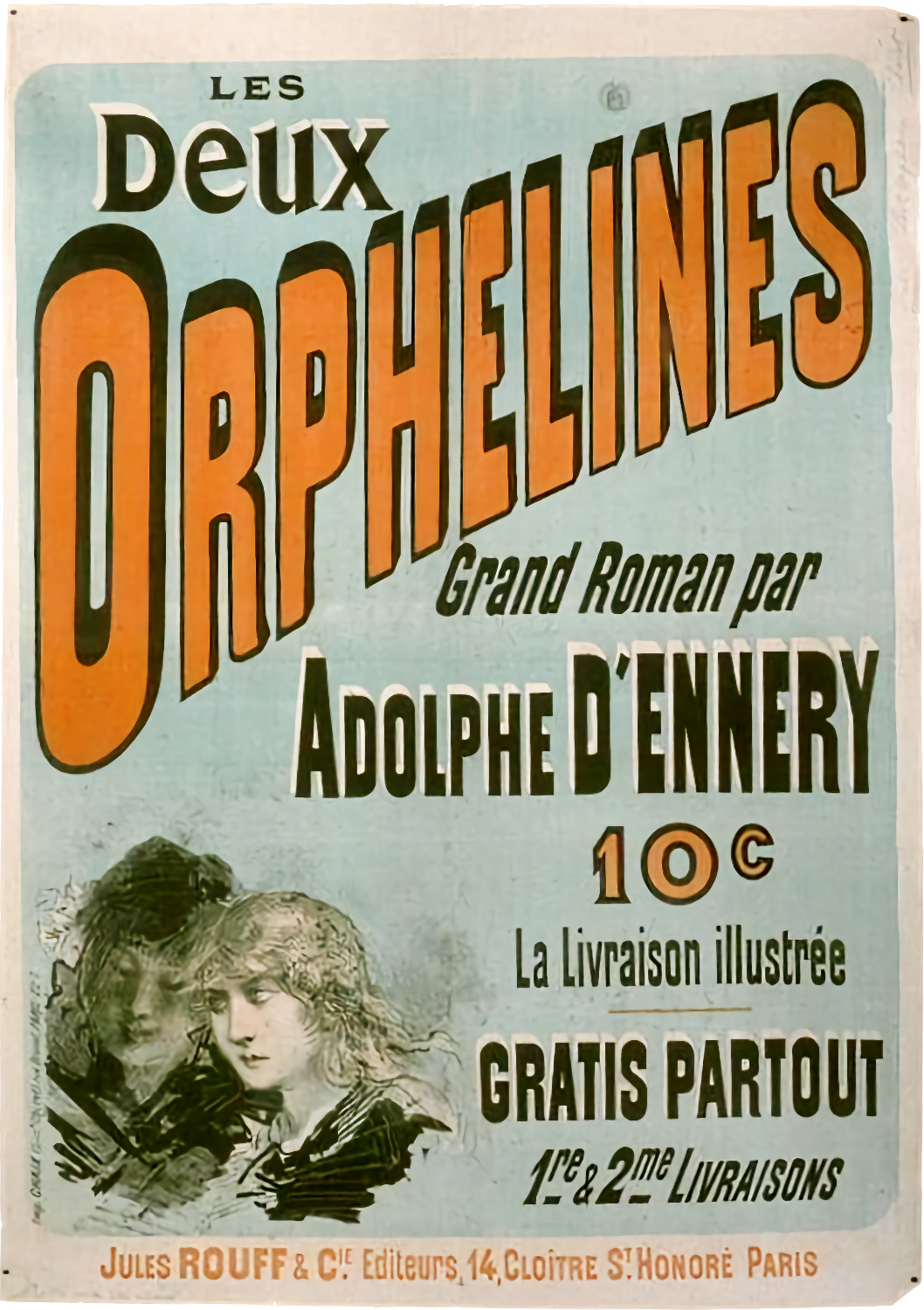
Les Deux Orphelines, Jules Rouff, 1894.

## Adaptations cinématographiques
- 1909 : Don César de Bazan de Victorin Jasset
- 1911 : La Femme du saltimbanque de Georges Denola, d'après Paillasse
- 1914 : Marie-Jeanne ou la Femme du peuple de Georges Denola
- 1916 : Le Médecin des enfants de Georges Denola
- 1942 : Don César de Bazan (Don Cesare di Bazan) de Riccardo Freda
- 1989 : Don César de Bazan (Дон Сезар де Базан) de Yan Frid